# تشارلي غرير
تشارلي غرير (بالإنجليزية: Charlie Greer)‏ هو لاعب كرة قدم أمريكية أمريكي، ولد في 4 مارس 1946 في أتلانتا في الولايات المتحدة، وتوفي في 12 ديسمبر 1999.

## وصلات خارجية
- تشارلي غرير على موقع كلية كرة السلة في سبورتس رفرنس.كوم (الإنجليزية)
- تشارلي غرير على موقع مرجع كرة القدم المحترفة.كوم (الإنجليزية)